# Flugbetrieb

Zeichen 144-10 des Flugbetriebes als Rechtsaufstellung (Deutschland)

Der Flugbetrieb ist ein allgemein gültiger Begriff der Luftfahrt und bezeichnet den Betrieb bzw. das Betreiben von Luftfahrzeugen (Flugzeuge, Helikopter, Luftschiffe usw.) in Luftfahrtunternehmen, Flugvereinen und sonstigen Unternehmen, die Luftfahrzeuge unterhalten, wie zum Beispiel Militärs, Behörden, NGOs etc. Ferner bezeichnet der Begriff den Betrieb von Luftfahrzeugen unterschiedlichster Unternehmen (Betreiber) auf einem Flughafen bzw. Flugplatz und umgangssprachlich kann auch ein Luftfahrtunternehmen gemeint sein (Betrieb/Firma/Unternehmen der Luftfahrtbranche → der Flugbetrieb).

## Beispiele
- „Das Luftfahrtunternehmen XYZ hat vom 25. Dezember 2008 bis zum 6. Dezember 2009 seinen Flugbetrieb eingestellt.“ Damit ist gemeint, es findet von diesem Unternehmen keine Bewegung der Luftfahrzeuge in der Luft in besagtem Zeitraum statt. Wartungsarbeiten, Bewegungen am Boden, Verwaltung und Administration sowie Kundendienste oder Transfer bzw. Testflüge sind aber hier nicht explizit erwähnt, also unter Umständen auch nicht betroffen. Diese Angabe bezieht sich meist auf den Transport von Passagieren per Flugzeug.
- „Der Flughafen LOWG hat von 0 bis 6 Uhr UTC seinen Flugbetrieb eingestellt.“ Dies bedeutet, im besagten Zeitraum kann und darf weder vom Flughafen gestartet noch gelandet werden. Bodenbewegungen in bestimmten Bereichen (Apron, Werft etc.) können gestattet oder verboten sein. Der Flugbetrieb ist meist auch von den Betriebszeiten eines Flughafens bzw. Flugplatzes abhängig und liegt zeitlich innerhalb dieser.
- „Der Flugbetrieb XYZ-AIR des Herrn K. musste Konkurs anmelden.“ Eine eher nicht technisch korrekte, aber umgangssprachlich oft verwendete Form, um ein Luftfahrtunternehmen, hier XYZ-AIR, zu bezeichnen.